# Decksöffnungsgrad

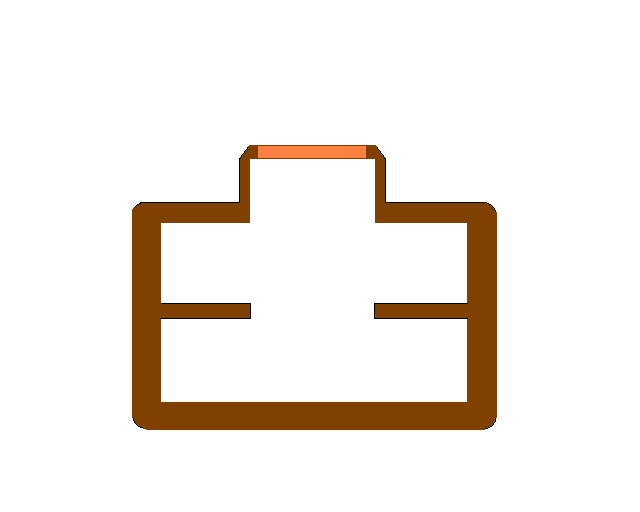
Schematischer Querschnitt durch ein Schiff mit geringem Decksöffnungsgrad
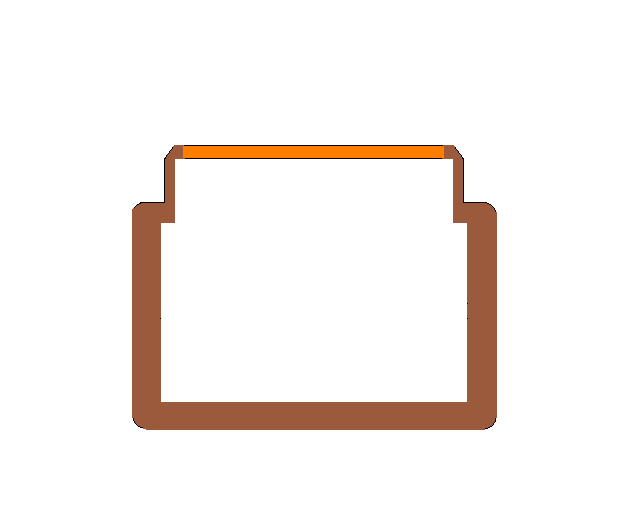
Schematischer Querschnitt durch ein offenes Schiff mit großem Decksöffnungsgrad

Der Decksöffnungsgrad beschreibt im Schiffbau das Verhältnis der Lukengröße zur vorhandenen Decksfläche über dem Laderaum eines Frachtschiffes. Ein großer Decksöffnungsgrad bewirkt einen geringen Unterstau (der Teil des Laderaums, der sich außerhalb des Lukenbereiches unter dem festen Deck befindet), ein geringer Decksöffnungsgrad führt dagegen zu einem großen Unterstau und damit zu einem längeren Stauweg, bei dem die Ladungsteile während des Lade- und Stauvorgangs in horizonter Richtung bewegt, also untergestaut werden. Bei offenen Schiffen ist der Decksöffnungsgrad so groß, dass nur ein sehr geringer oder nahezu kein Unterstau übrig bleibt, was zu schnelleren Umschlagszeiten führt. Bei einer Vergrößerung des Decksöffnungsgrades muss der verbliebene Decksbereich und dessen Unterkonstruktion in einer schiffbaulich stärkeren Bauweise ausgeführt werden, um alle im Schiffsbetrieb auftretenden Biege- und Torsionskräfte aufnehmen zu können.